# Метростанция „Медицински университет“
Метростанция „Медицински университет“ е станция от линия М3 на Софийското метро. Въведена е в експлоатация на 26 август 2020 г.

## Местоположение
Метростанцията е разположена западно от бул. „Пенчо Славейков“ на кръстовището му с бул. „Прага“. Станцията има два вестибюла и 5 вход/изхода.
| № | Име на вход/изход      | Достъпност          |
| - | ---------------------- | ------------------- |
| 1 | кв. Крива река         |                     |
| 2 | бул. Прага             |                     |
| 3 | бул. Пенчо Славейков   | асансьор            |
| 4 | УМБАЛ „Александровска“ | ескалатор, асансьор |
| 5 | ул. Константин Иречек  |                     |

## Връзки с градския транспорт

### Автобусни линии
Метростанция „Медицински университет“ се обслужва от 3 автобусни линии от дневния градски транспорт и 1 линия от нощния транспорт:
- Автобусни линии от дневния транспорт: 72, 260, 604
- Автобусни линии от нощния транспорт: N4

### Тролейбусни линии
Метростанция „Медицински университет“ се обслужва от 3 тролейбусни линии:
- Тролейбусни линии: 2, 8, 9